# テラトルニスコンドル
テラトルニスコンドル（Teratornis Condor）は、更新世の北アメリカに生息していた、コンドルに似た鳥である。北米の巨大な猛禽類であり、最もよく知られているTeratorns。カリフォルニア、オレゴン、ネバダ州南部、アリゾナ州、フロリダ州などで、100を超える多数の化石と化石の骨が発見されているが、ほとんどはカリフォルニアのラブレアタールピットで 1つの以外のすべての遺骨前期更新世近にLeiseyシェルピットからの部分骨格 （異なる種や亜種を表すことができる）がフロリダ州シャーロットハーバーから日付後期更新世からさかのぼる最年少遺跡で、更新世 - 完新世の境界に位置する。

## 分類学

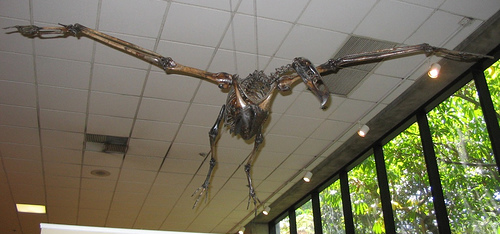
飛行ポーズのラブレアタールピットからT. merriamiのスケルトン

その一般的な名前は「モンスター・バード」と呼ばれる。
- Teratornis merriami [1]　これは、最もよく知られている種で主にラブレアタールピットから100を超える標本が発見され 約75  cm（29.5   in）推定翼幅はおそらく3.5〜3.8メートル（11.5〜12.5 フィート）、約15の重量を量った  kg（33  ポンド）;現存のコンドルよりも約3分の1大きくしたもの。それは約1万年前の更新世の終わりに絶滅
- Teratornisウッドバーネンシス [2] ラブレアタールピットの北で最初に発見されたこの種の標本は、1999年にオレゴン州ウッドバーンのレギオンパークで発見。上腕骨、頭蓋の一部、くちばし、胸骨、および脊椎骨から、4メートルを超える推定翼幅を示すことが知られ（14   ft） [3] この種の発見は、約12,000年前の更新世後期、マンモス、マストドン、地上ナマケモノなどの大型動物の遺体を含む地層で発見されただけでなく、その場所での初期の人の居住証拠が示される

別の種 "Teratornis" olsoniは、キューバの更新世から記録がなされたが、その親和性は完全には解決されていない。テテレンではないかもしれないとみられるが独自の属、オスカラヴィスにも エクアドル南西部でも未確認の化石もあるが、これらの形態は別として北米に限定されていた。

## 説明

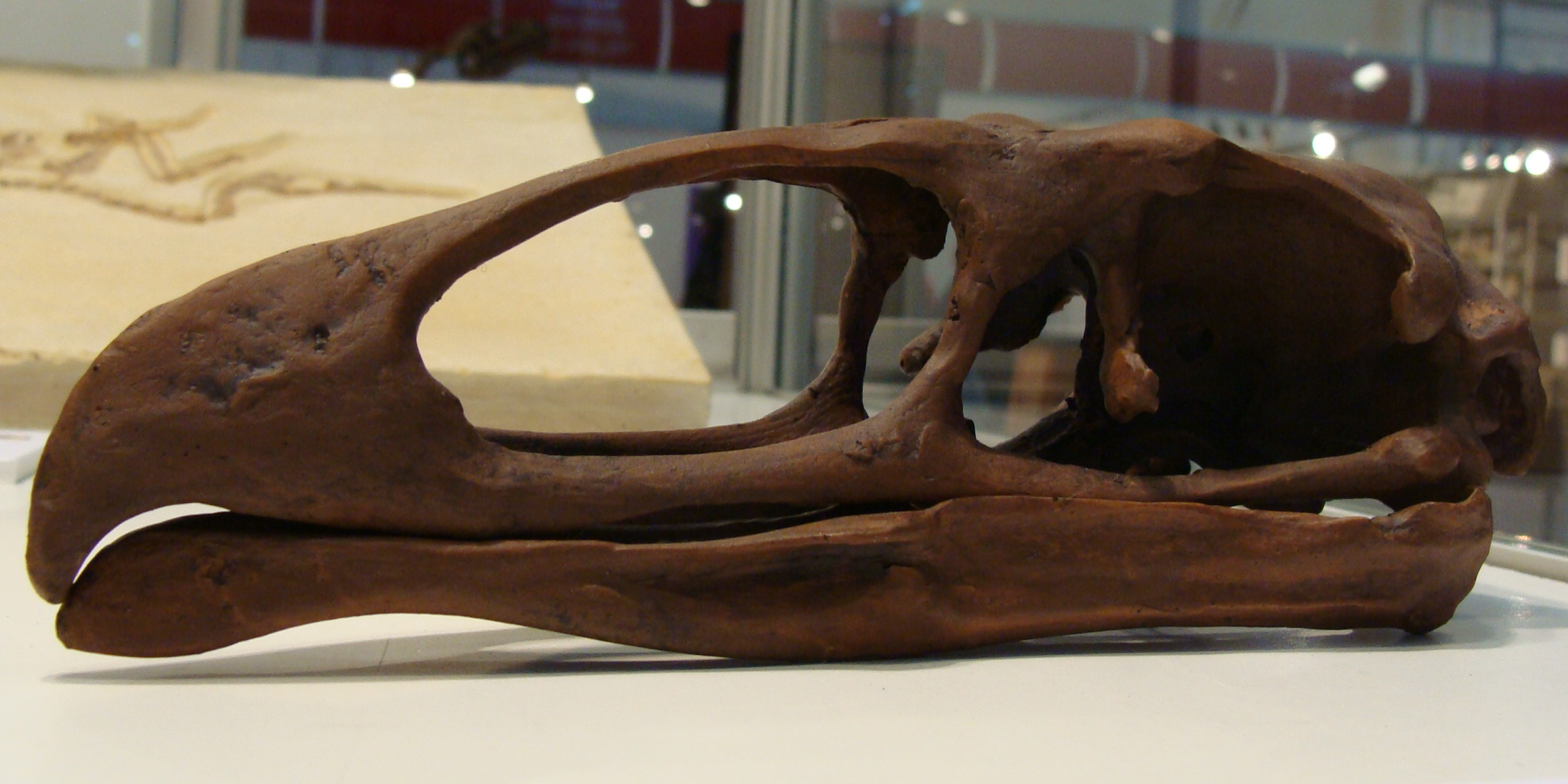
再構成された頭蓋骨

Teratornis merriamiは約3.5 - 3.8 m (11 - 12 ft)の翼幅を持っていました、翼面積17.5平方メートル、推定75 cm (30 in)    背が高い。現存するアンデスのコンドルよりやや大きく、重さは約15 kg (33 lb)、平均的なカリフォルニアのコンドルの重量のほぼ2倍。近縁の属Aiolornisは約40％大きく、以前はTeratornis incredibilisとして知られていたが、独自の属に分類できるほど十分な違いもある。
指の骨は、現代のすべての鳥のように融合したが、人差し指の一部は、長くて頑丈な初列風切羽の負荷を支えるのに役立つ棚を形成し、鳥が強い上昇流を利用できるようにし、足はアンデスのコンドルのものに似ていたが、頑丈で、足は部分を引き裂くための獲物を保持できたが、猛禽類のように非常に強力なグリップを発揮できず。その翼の荷重は、カリフォルニアのコンドルのものよりもそれほど大きくなく、メリアムのテテレンは、ほとんどの状況下でその翼を単にジャンプさせて叩くことで離陸できたはずだが確かにコンドルのように脚が比例して小さく、歩幅がコンドルよりも小さいため、コンドルのように高い場所から風に短距離で走るよりも、その方に適しているようである。

## 古生物学

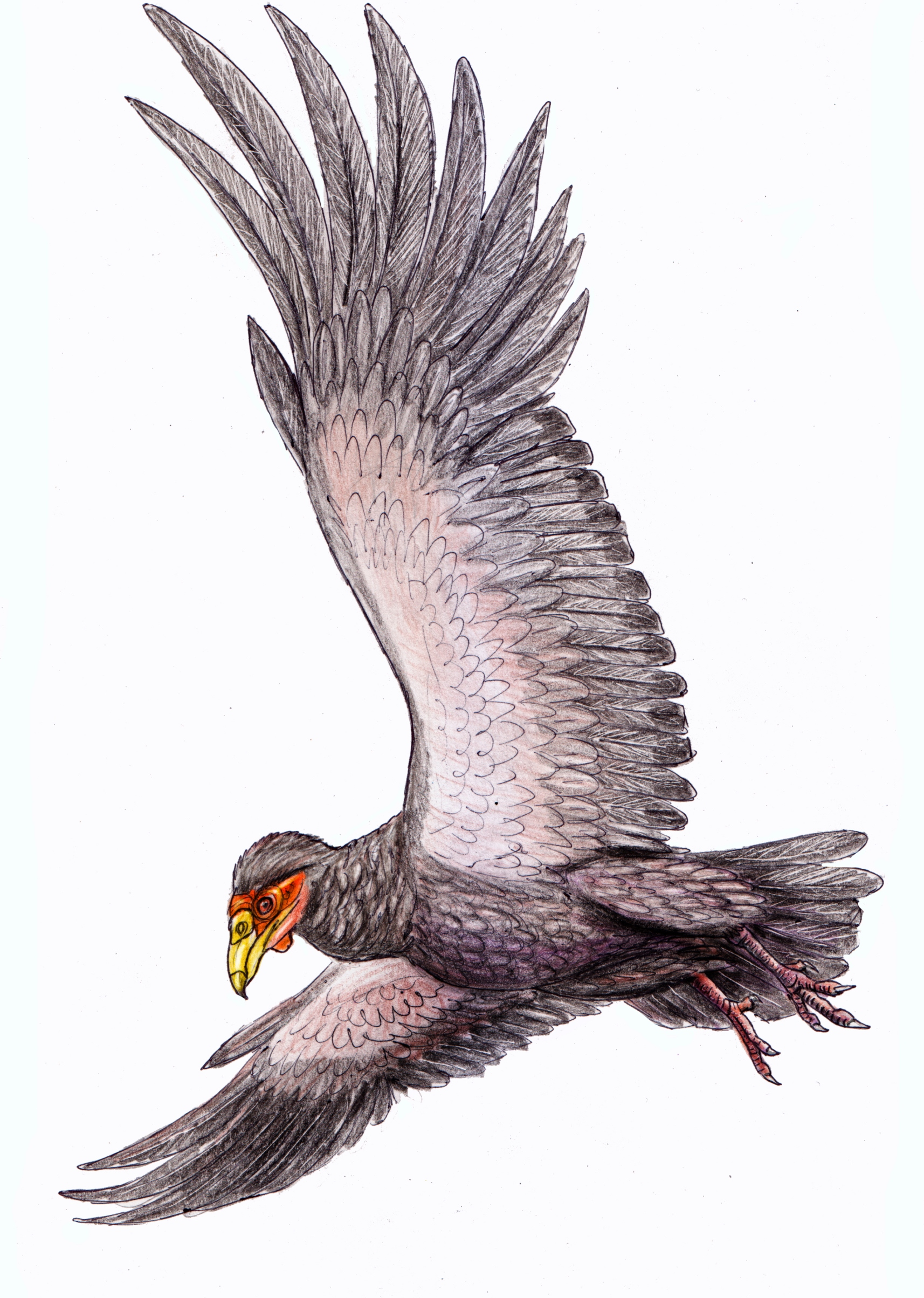
T. merriamiの生活回復

T. merriamiは一般にコンドルと同様の方法で生きていたが、より積極的な捕食者であったことを示唆。小さなうさぎの大きさまでの獲物もおそらく全体が多少飲み込まれただろうが、腐肉はコンドルやハゲタカのような方法で食べられたとみられる。
当時の地域には真のハゲワシも存在しており、T。merriamiは、プールを利用したであろう小動物の狩りにもよく適応し、頭蓋骨とくちばしの形状を分析すると、魚が食餌の大部分を占めている可能性を示唆。強い脚、頑丈な爪、ワシほど発達していない握力を考慮すると、メリアムのテテレンはミサゴのように水生の獲物を狩った可能性が高い。

## 絶滅
最後の氷河期の終わりの気候変動が広範囲にわたる生態学的変化と餌食の不足をもたらし、人間の狩猟と生息地への影響の増加によって悪化したため、種はおそらく絶滅したとされる。一般に、大規模な陸上動物のほとんどが姿を消し、降水パターンの変化は水生脊椎動物の個体群に深刻な影響を及ぼす。カリフォルニアのコンドルよりも優れたハンターであるにもかかわらず、タカやワシの小さな餌食の捕食者としては劣っていた。T. merriamiが生存しなかったのに対し、コンドルのより高い個体群密度とより柔軟な食餌はおそらく生き残ることを保証し 最近の同位体研究は、カリフォルニアコンドルが太平洋沿岸沖で死んだ海洋哺乳類を一掃したため、巨大動物相の絶滅を生き延びたことを示唆。退廃者は陸生哺乳類の腐肉に大きく依存していたため、絶滅から生き残ることができなかった。